# Crispin Atama Tabe
Pour les articles homonymes, voir Tabe (homonymie).
 (août 2021).
Si vous disposez d'ouvrages ou d'articles de référence ou si vous connaissez des sites web de qualité traitant du thème abordé ici, merci de compléter l'article en donnant les références utiles à sa vérifiabilité et en les liant à la section « Notes et références ».
Crispin Atama Tabe, né le 18 août 1956 à Aba en territoire de Faradje, est un homme politique congolais. Il est ministre de la Défense de 2015 à 2019 au sein du gouvernement Matata.

## Biographie

### Jeunesse
Né le 18 août 1956 à Aba, en territoire de Faradje, district de Haut-Uele, dans la Province Orientale, il a fait ses études primaires à l'école primaire de Aba, dans le même territoire. Puis des études littéraires au petit séminaire de Vita, territoire de Mahagi, district de l'Ituri, en Province Orientale.

### Carrière
Avec son diplôme d'État en littéraire, Crispin Atama Tabe entre au grand séminaire de Bukavu où il décroche, en 1978, un diplôme de gradué en philosophie. Il a ensuite fait des études universitaires à l'Unikin où il obtient son diplôme de licence en droit, en 1987. Durant la même année, il commence une carrière dans les services de sécurité (Agence nationale de renseignements).
Il devient ministre de l'Intérieur du gouverneur de la province Orientale Médard Autsai Asenga en 2010. Il entre au gouvernement de la république mis en place le 28 avril 2012 et occupe le poste de ministre des Hydrocarbures (gouvernements Matata I et Matata II). Il est ministre de la Défense nationale et des Anciens combattants après le réaménagement du gouvernement Matata II du 25 septembre 2015.
Depuis 2018, il a été élu député national pour la circonscription électorale de Faradge, son territoire d'origine. Il siège à l'Assemblée nationale où il occupe les fonctions de vice-président de la commission défense et sécurité. Il est membre du PPRD, le parti du Peuple pour la Reconstruction et le Développement.